# Georges Valon
Pour les articles homonymes, voir Valon.
Georges Valon est un directeur de production français, né le 4 janvier 1919 à Paris et mort le 7 novembre 2008 au Croisic.

## Filmographie
- 1958 : Les Tricheurs
- 1963 : L'Abominable Homme des douanes
- 1963 : Les Vierges
- 1966 : La Curée
- 1966 : La Grande Vadrouille
- 1968 : Le Petit Baigneur
- 1968 : Mayerling
- 1969 : L'Arbre de Noël
- 1971 : Les Mariés de l'an II
- 1973 : L'Impossible Objet (Story of a Love Story)
- 1977 : La nuit, tous les chats sont gris
- 1978 : Préparez vos mouchoirs
- 1979 : La Gueule de l'autre
- 1980 : Le Coup du parapluie
- 1982 : Espion, lève-toi
- 1983 : Le Prix du danger
- 1985 : On ne meurt que deux fois